# Tajný život mazlíčků (franšíza)
Tajný život mazlíčků (v anglickém originále The Secret Life of Pets) je americká animovaná mediální franšíza vytvořená společností Illumination. Film režíroval Chris Renaud a vystupují v něm mimo jiné hlasy Erica Stonestreeta, Kevina Harta, Jenny Slate, Ellie Kemper, Lake Bell a Dany Carvey. První film, Tajný život mazlíčků, byl uveden 8. července 2016 a získal pozitivní recenze od kritiků. Druhý film, Tajný život mazlíčků 2, byl uveden 7. června 2019 (USA) a získal rozporuplné ohlasy. Série zatím[kdy?] vydělala 1,3 miliardy dolarů.
Filmy sledují skupinu ochočených domácích mazlíčků, kteří se vydávají na různá dobrodružství pryč z pohodlí svého bytového komplexu.

## Filmy
- Tajný život mazlíčků (2016, režie Chris Renaud)
- Tajný život mazlíčků 2 (2019, režie Chris Renaud)